# Брустури (Њамц)
Брустури (рум. Brusturi) насеље је у Румунији у округу Њамц. Oпштина се налази на надморској висини од 335 m.

## Становништво
Према подацима из 2002. године у насељу је живело 1874 становника, од којих су сви румунске националности.